# Fotolog
O fotolog foi um site de fotografias que permitia carregar, armazenar e compartilhar fotografias. Com o tempo, foi perdendo espaço para outras redes sociais, especialmente Facebook e Instagram. Em 2019 o site foi desativado e saiu do ar.

## História
A plataforma foi lançada em maio de 2002, tendo gerado mais de 3 bilhões de visualizações, e mais de 20 milhões de visitantes únicos por mês. Em 2007, o site Fotolog.com estava na lista dos 20 sites mais ativos no ranking do Alexa.
Fotolog é uma marca registrada da Fotolog, Inc., que é uma empresa privada pertencente à BV Capital, 3i e vários outros investidores individuais. A sede do Fotolog se localizava em Nova Iorque, antes da aquisição pelo grupo francês HiMedia.
Durante seu crescimento, o site passou por vários problemas técnicos. Em 10 de dezembro de 2005, o site afirmou que era "capaz de aceitar 1.000 novos membros de cada país por dia", acima dos 500 por dia aceitados anteriormente. De acordo com o co-fundador Scott Heiferman, atualizações tornaram o site mais rápido e em 16 de novembro de 2005, o Fotolog estava gerando 750 milhões de visualizações por mês.
No início, os membros não-pagos não podiam fazer upload de fotos durante o horário de pico, e apenas 500 pessoas por dia por país eram autorizadas a se registrar. Em meados de 2006, 10.000 pessoas por dia, por país foram autorizadas a se registrar, e em 14 de agosto de 2006, a limitação de inscrições diárias foi removida.
Em 2005 Fotolog recebeu um investimento de 2,4 milhões de dólares da BV Capital.
Durante a primavera de 2006, um livro de fotografias do fotolog.com foi publicado pela editora britânica Thames & Hudson intitulado fotolog.book: Um Snapshot Global para a Era Digital. Editado por Andrew Long e contendo contribuições de Nick Currie, o livro é organizado em seções que destacam vários temas que surgiram na comunidade do site de fotógrafos e vários fotógrafos individuais de algumas das principais cidades e países usuários do Fotolog.
Em 17 de agosto de 2007, a empresa francesa de publicidade on-line HiMedia concordou em adquirir a Fotolog em uma combinação de ações e dinheiro no valor de 90 milhões de dólares.
Depois de algumas semanas de inatividade periódica, em 26 de janeiro de 2016 o Fotolog anunciou (na forma de uma mensagem no cabeçalho em todas as suas páginas) que a plataforma teria seu fim definitivo e se tornaria "permanentemente disponível" no dia 20 de fevereiro. No entanto, o site não saiu do ar e ainda há usuários postando fotos.

## Uso e distribuição dos usuários
O site oferecia duas contas: gratuitas e de pagas ("premium"). A versão gratuita limitava seus usuários a fazer upload de uma imagem por dia, e os permitia ter apenas 20 comentários em seu "guestbook". O usuário gratuito também podia personalizar sua página e adicionar outros fotologs em sua lista de "Amigos/Favoritos".
Membros pagantes, conhecidos como "Gold Camera" podiam fazer upload de até 6 imagens por dia, tem 200 comentários por fotografia, e ter acesso a um melhor suporte ao cliente. As alterações subsequentes permitiram que os membros Gold Cam pudessem comentar em qualquer livro de visitas que estivesse cheio.
Havia também grupos sobre um determinados temas, que eram administrados por usuários.Cada grupo tinha um limite de 50 fotos por dia. Estas fotos podiam ser adicionadas por qualquer membro registado.
Alguns usuários do site, principalmente no Chile, Argentina, Brasil e Espanha, começaram a criar "fã-clubes" no Fotolog de seus atores e músicos favoritos, com imagens e informações sobre eles.
Ainda que o site seja sediado nos Estados Unidos, a maioria de seus usuários eram da América do Sul. Em 2 de setembro de 2008, o Chile tinha o maior número de contas da rede (4,827,387), com a Argentina em segundo lugar tendo 4.225.209, enquanto o Brasil ficava em terceiro, tendo 1,443,474 de usuários. O sucesso do Fotolog incentivou muitos outros sites a aparecer para competir pelo público, como o Flogão e o fotolog.terra.
Por um tempo, o Brasil deteve o maior número de usuários, posteriormente os perdendo para o Orkut e Facebook. No país, o site criou diversas subcelebridades no seu auge, como o ex-participante do reality show Big Brother Brasil 10, Sérgio Franceschini, conhecido como Sr. Orgastic (/orgastic_desire), e a antiga apresentadora e VJ da MTV Brasil MariMoon, tendo sido uma das primeiras a popularizar o serviço no país em 2004. No período entre 2004 e 2008, grande parte da comunidade Emo do país se concentrava na rede.
Na Argentina e no Uruguai, Fotolog deu origem a uma tendência chamada de "Flogger". Os Pokemones, tribo urbana chilena, também fazia uso extensivo uso da Fotolog.
Em 28 dezembro de 2008, o Fotolog.com possuía 22,952,102 contas.